# Durga
Durga, que en sànscrit significa: "inaccessible" o "invencible"; és una popular forma de deessa en l'Hinduisme o Devi. És una deessa hindú de la guerra, la Shakti de Shiva. Se la representa amb molts braços, fins a 18, portant diverses armes i cavalcant sobre un lleó o tigre. Sovint és representada lluitant contra dimonis, particularment Mahishasura, el dimoni búfal.
Pel culte de la deessa Shakti, Durga sovint equival a Mahadevi, la Deessa Suprema. El seu triomf, com Mahishasura Mardini, contra el dimoni búfal és l'episodi central de l'escrit Devi Mahatmya. La seva victòria se celebra cada any als festivals de Navaratri i Durga Puja.

## Etimologia

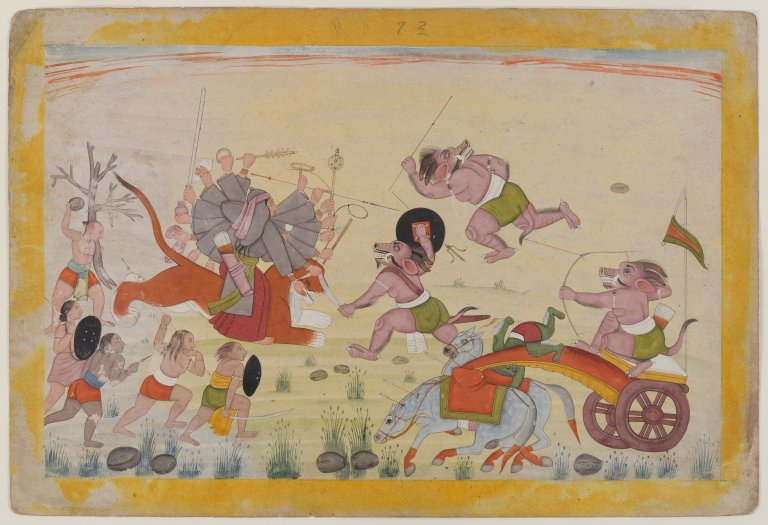
Mahisasura ataca Devi

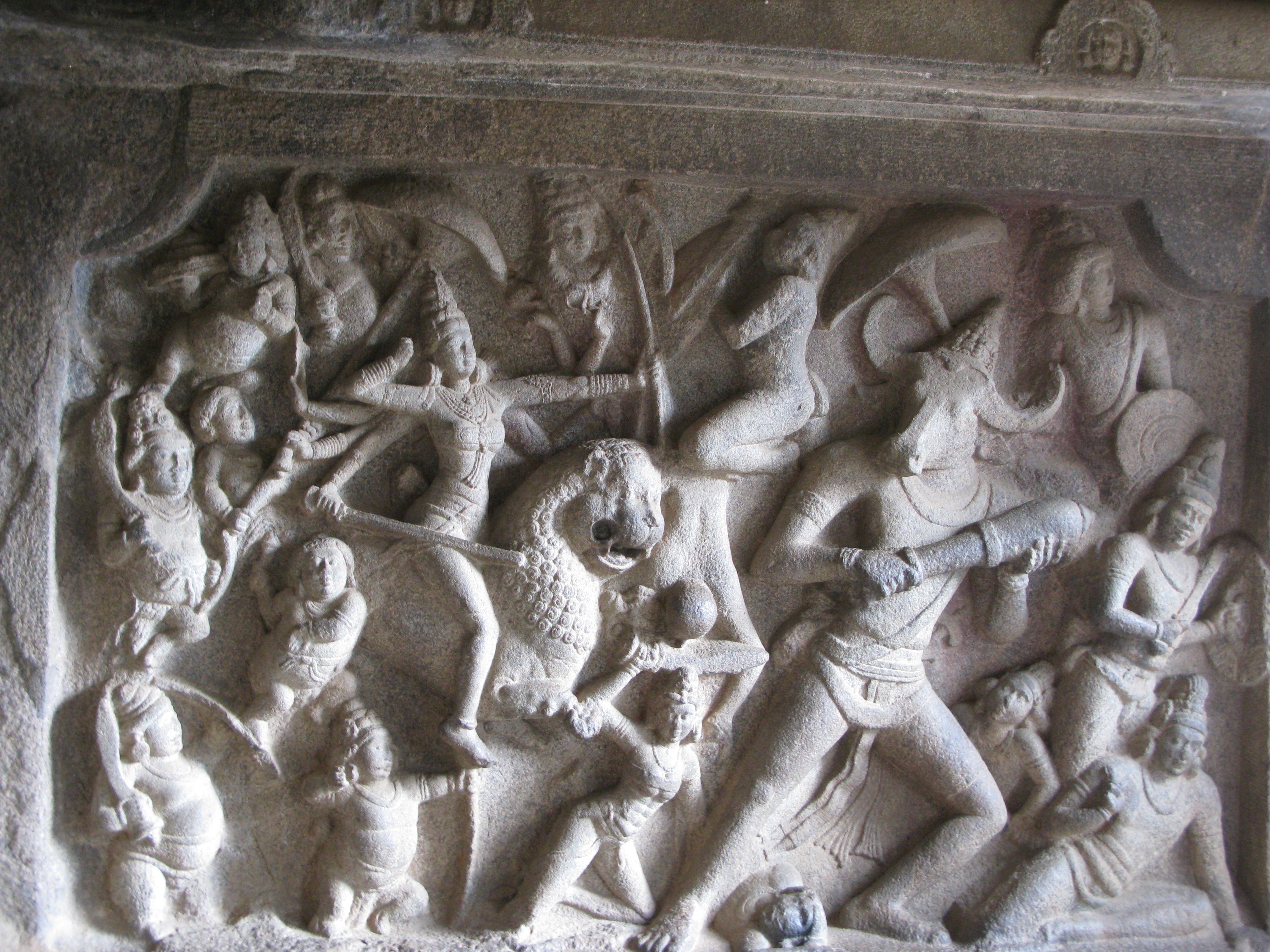
Durga venç Mahishasura, escultura Mahabalipuram.

La paraula Durga (दुर्गा) significa literalment "invencible". Durga apareix a la literatura vèdica, al Rigveda als himnes 4.28, 5.34, 8.27, 8.47, 8.93 i 10.127, com també a les seccions 10.1 i 12.4 del Atharvaveda.
Com a deessa, el seu poder femení conté les energies combinades de tots els déus. Cadascuna de les seves armes li va ser donada per diversos déus: de Rudra el trident, de Vishnu el disc, etc.

És la part femenina de Siva, la seva shakti. La paraula shakti significa energia, força, poder diví, i Durga és l'aspecte guerrer de la Mare Divina de l'hinduisme.

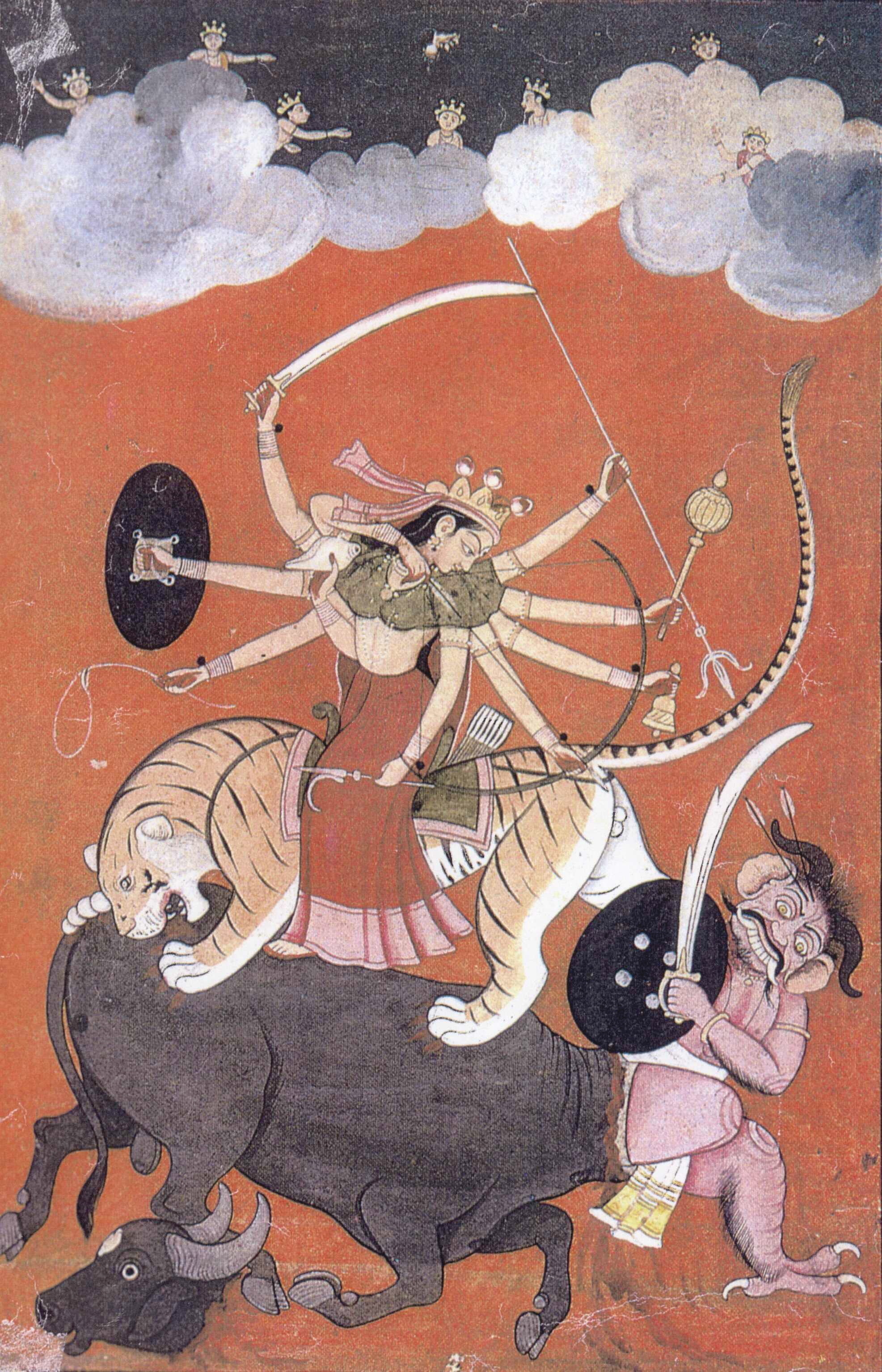
Durga Mahisasuramardini, on la deessa lluita contra el dimoni amb forma de búfal, Mahishasura, pintura de l'escola Guler, s. XVIII.

## Història
La forma primitiva de Durga, va ser el resultat del sincretisme d'una deessa de la muntanya adorada pels habitants primitius de l'Himàlaia i els Vindhyas.
Després, Durga es va transformar en Kali com a personificació del temps que tot ho destrueix. Els seus aspectes van emergir de la energia primordial Adya Sakti, integrada dins del samsara; concepte de resurrecció de la religió Vèdica.
És la deessa central dins del xactisme, una tradició hindú. Aquí, se l'equival amb el concepte filosofico-espiritual indi que fa referència al principi originari de l'univers (Brahman). En un dels textos del xactisme més importants anomenat Devi Mahatmya, declara a Durga com a ésser suprem i creador del univers. Aquest text és considerat pels hindús igual d'important que Bhagavad Gita.

## Culte
El culte a aquesta deessa tant poderosa és d'origen dràvida perquè, segons la mitologia, tots els déus es reuneixen per unificar les forces i així crear a Durga; la única que pot vèncer el dimoni Mahisha.
També es representa com a patrona de la ciutat de Mysore i fins a l'actualitat segueix apareixent al Durga-Puja, la seva principal festa.
L'adoració popular de Durga es manifesta principalment durant el seu festival Navarati, al finalitzar els monsons del mes Ashvina (setembre i octubre). Aquesta festivitat se celebra amb processions, teatres, benediccions d'armes i grans fogueres on es cremen imatges dels dimonis del Ramayana.
Té una influència rellevant a tota la India, Bangladesh i Nepal, sobretot al Oest de Bengala, Odisha, Jharkhand, Assam i Bihar.
Els seus seguidors van ser molt nombrosos i intensos en la seva fe. La deessa va ser adorada com la personificació de la força creadora de la naturalesa i, al mateix temps, com a força destructora.
La seva funció és protegir als éssers humans i descendir al món sempre que hi hagi problemes provocats pels dimonis. És necessari que els seus seguidors se sotmetin completament i realitzin grans sacrificis per tal que la deessa els protegeixi. En la seva forma caritativa, ella alimenta als éssers humans i als animals a partir d'aliments trets del seu propi cos. D'aquesta manera, s'aproxima a la seva forma fenomènica de Paravati. En canvi, la seva tendència destructora es revelarà quan estigui enfadada o el seu aspecte destructiu sigui necessari per a conservar la vida.

## Iconografia i atributs
En el panteó hindú, la deessa se la representa a sobre un lleó o tigre subjectant diverses armes amb els seus múltiples braços defensant-se del dimoni en forma de búfal Mahishasura.
Iconogràficament se la mostra en acció, lluitant, però amb una cara relaxada i serena. Tradicionalment, es creia que ella era protectora i violenta, no a través de l'odi, l'egoisme o el plaer de matar, sinó perquè els actes violents eren justificats i necessaris per a protegir i a retornar la pau. Per aquesta raó existeix aquesta contraposició entre violència i serenitat, l'equilibri necessari per a l'alliberació.

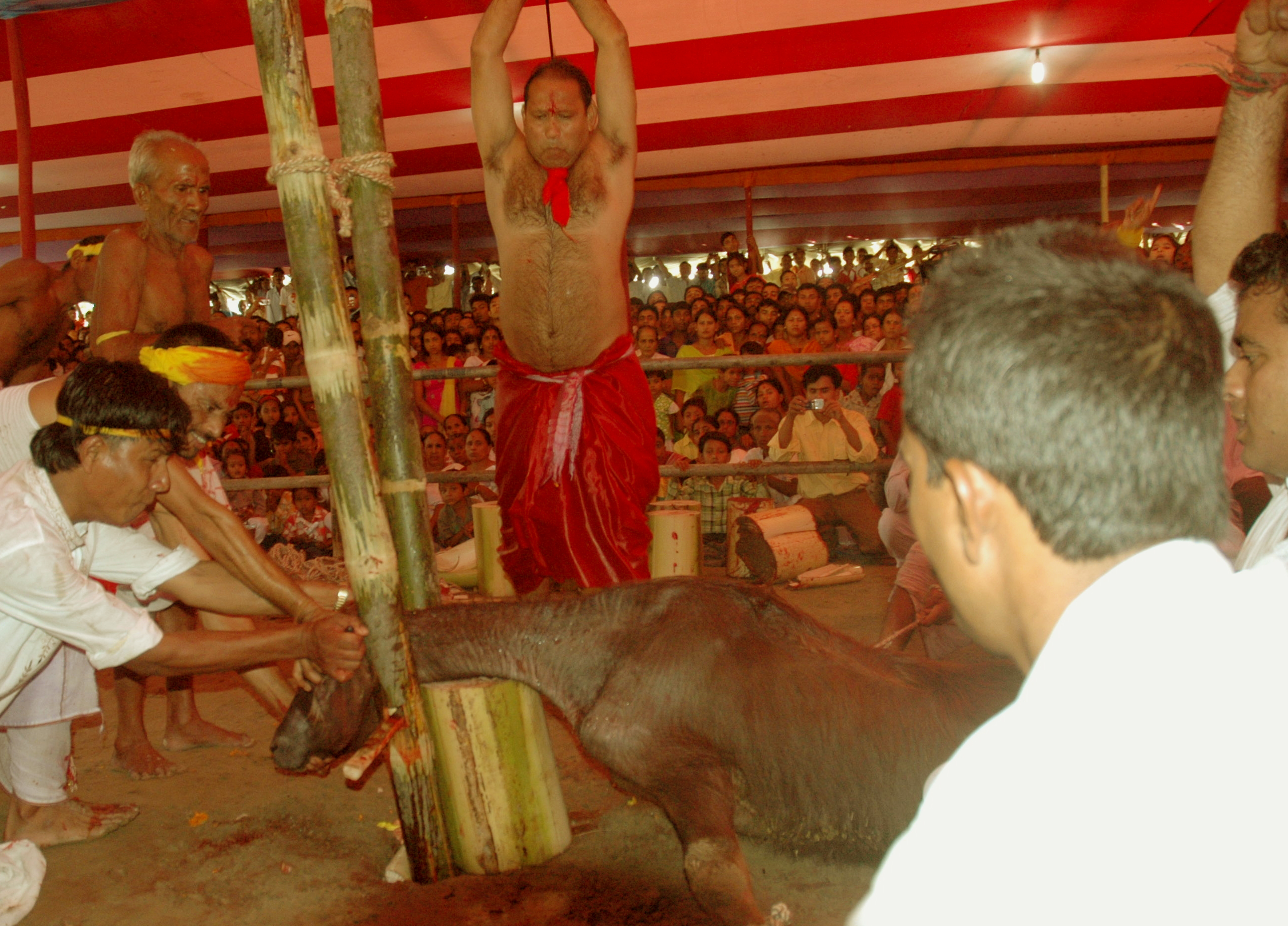
Sacrifici d'un búfal en honor de Durga durant una Durga Puja (Assam, Índia).

Dins de la mitologia hindú, apareix manifestada de diverses formes i amb noms diferents. Tot i que l'origen sempre és el mateix concepte de deessa destructora i creadora alhora. Les tres principals formes que adopta Durga són Maha Durga, Chandika i Aparajita. També la forma de Kali, creada per matar als dimonis Chanda i Munda.

### Atributs principals
A Durga se l'acostuma a representar amb múltiples braços subjectant diversos objectes i armes:
- Parasu: és una destral que representa la pèrdua del poder de la foscor gràcies al déu en qüestió.
- Trisula: és un trident i atribut representatiu del déu Shiva. És representat tant com a arma com a estendard. Les tres puntes del trident simbolitzen els atributs de la deïtat com a creadora, conservadora i destructora.
- Pasa: és un llaç que els déus porten a la mà com a arma per poder lligar qualsevol mal. També pot ser utilitzat com una trampa.
- Dhanus: és un arc. S'atribueix a la feminitat i simbolitza el domini.
- Khadga: és una espasa i significa la saviesa, la força de la destrucció i la victòria sobre la ignorància.

### Altres atributs
Altres atributs que ajuden a identificar-la:
- Mukuta: és la corona dels déus. Es tracta d'una corona amb forma cònica adornada amb joies. És la mateixa corona que porta Siva, la part masculina de Shakti. Aquesta és una forma de recordar l'origen de Durga.
- Dukula: és el finíssim vestit de seda transparent que porten les deesses. S'ajusta a la cintura per tal d'accentual la forma femenina.
- Mahisa: és el vehicle o vahana de Durga en forma de búfal.